# Alejo Malia
Alejo Malia (Cadix, 1994) est un designer, graphiste, illustrateur et photographe espagnol. Il est reconnu dans le monde entier pour une série d'illustrations inspirées par Google Maps et la mise en œuvre Street View, Certains médias spécialisés le placent comme le précurseur de l'Art 2.0.

## Google World's
Google World's est le nom donné à la série d'illustrations déroule dans l'univers de Google Maps et Street View. Dans chacune d'elles est les icônes qui nous aident à Voyage à travers les cartes. La présence du géant icônes Google mélangé avec des scénarios du monde réel ont été élaborés en 2009 mais en 2010 a été une fois extraites, grâce au réseau de route ont virale couvre certains médias technologie plus lire le monde.

## Filmographie
- Evil Contact (2015)
- Hipsterfobia (2017)